# اندیس سیلیس دشت بو
سیلیس دشت بو یک اندیس غیرفلزی است که در  استان سمنان قرار دارد و مادهٔ معدنی موجود در آن، سیلیس است.  